# Szpaki (województwo mazowieckie)
Szpaki – przysiółek w Polsce położony w województwie mazowieckim, w powiecie mławskim, w gminie Dzierzgowo.
Administracyjnie przysiółek ma status sołectwa
W latach 1975–1998 miejscowość administracyjnie należała do województwa ciechanowskiego.